# Arroyo de las Flores (Arroyo Valentín Grande)
El arroyo de las Flores es un curso de agua uruguayo que atraviesa el departamento de  Salto perteneciente a la cuenca hidrográfica del Río de la Plata.
Nace en la Cuchilla del Daymán y desemboca en el arroyo Valentín Grande.